# سفارة اليابان في جورجيا
سفارة اليابان في جورجيا هي أرفع تمثيل دبلوماسي لدولة اليابان لدى جورجيا. تقع السفارة في تبليسي وهي تهدف لتعزيز المصالح اليابانية في جورجيا.

## وصلات خارجية
- الموقع الرسمي
- قائمة سفارات اليابان
- قائمة السفارات في جورجيا